# Катушенки (Костромська область)
Катушенки (рос. Катушенки) — присілок в Октябрському районі Костромської області Російської Федерації.
Населення становить 165 осіб. Входить до складу муніципального утворення Покровське сільське поселення.

## Історія
До 1945 та у 1963-1966 роках населений пункт належав до Вохомського району.
Від 2007 року входить до складу муніципального утворення Покровське сільське поселення.

## Населення
| 2008 | 2010 | 2014 |
| ---- | ---- | ---- |
| 144  | ↘120 | ↗165 |